# Mother Brain
Mother Brain (マザーブレイン Mazā Burein?) es un personaje ficticio creado por Nintendo para la serie Metroid. Ella es una de las antagonistas más destacadas de la serie, y es la principal antagonista de Metroid y Super Metroid. Es un superordenador orgánico que fue creado por los Chozo para cambiar el clima hostil del planeta Zebes. Pero la máquina empezó a tener sus propios pensamientos y eliminó a casi todos los miembros de la raza que la creó. Después de esto Mother Brain fue apagado, y después nuevamente encendido por los piratas espaciales, viendo potencial en ellos, decidió convertirse en su líder para llevar el verdadero orden al universo restableciendo todo de vuelta a cero
Mother Brain ha sido destruida varias veces por la protagonista de la serie Samus Aran. Ella toma la forma de un gran cerebro que se encuentra dentro de un frasco, desde el cual controla a los piratas espaciales en el ficticio planeta Zebes. Desde Super Metroid (1994), ella ha tenido un solo ojo grande. Mother Brain ha hecho varias apariciones en otros medios, especialmente en la caricatura, Captain N: The Game Master. Desde su aparición en la serie Metroid, ha recibido una recepción positiva.

## Concepto y características

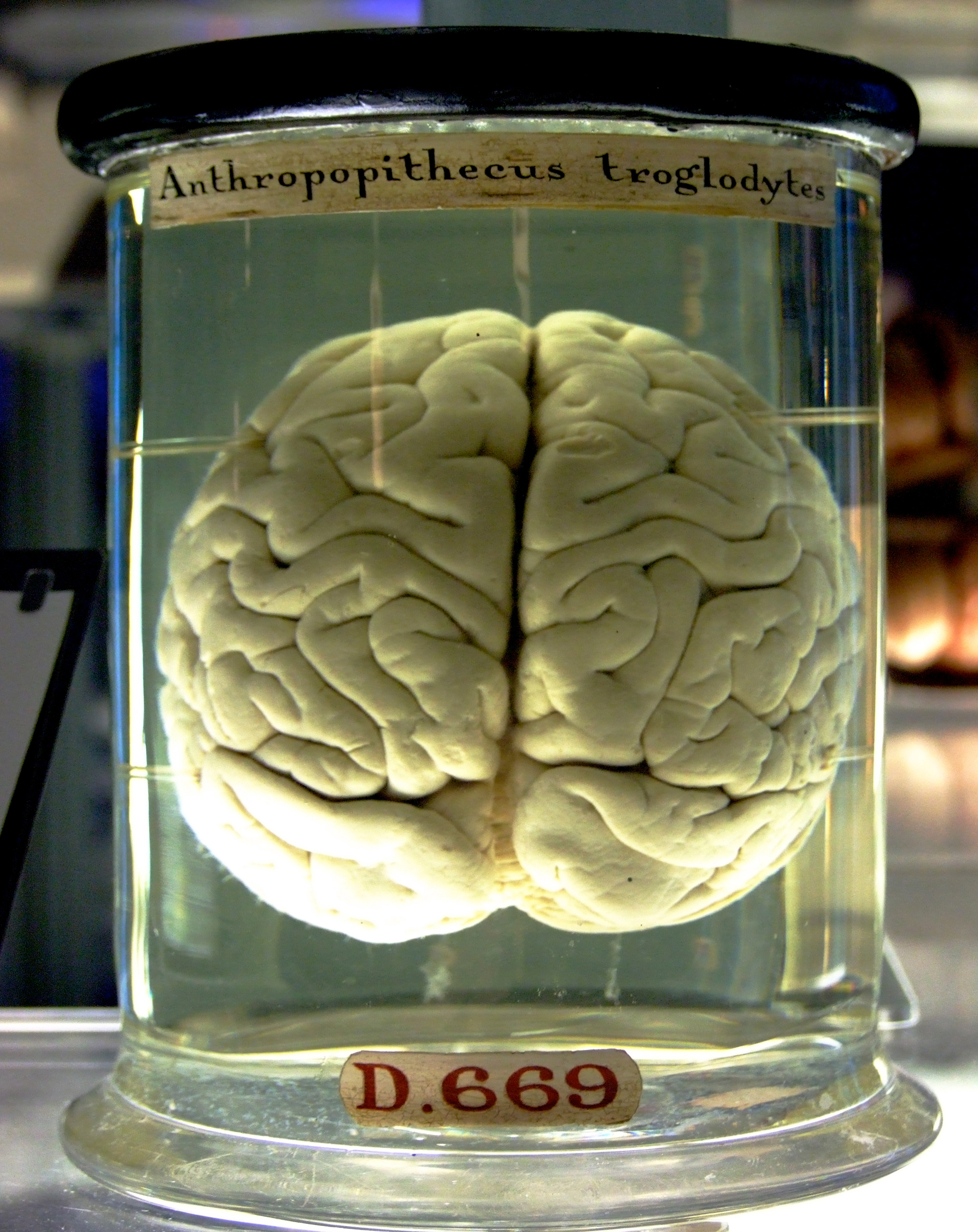
En Metroid, Mother Brain se representa como un cerebro contenido en un tubo de vidrio que Samus debe romper para atacarlo.

En Metroid, Mother Brain se representa como un cerebro muy grande con picos cibernéticos contenido en un tubo de vidrio que Samus debe romper para atacarlo. Sin embargo, en el videojuego de SNES Super Metroid, se la ve en forma bípeda. Al diseñar la versión bípeda de Mother Brain para Super Metroid, Toru Osawa describió cómo quería que se viera como una "anciana que vive en mi complejo de apartamentos". Sin embargo, Tomomi Yamane le dio una apariencia general más monstruosa. Agregó al diseño, dándole saliva goteando, mal aliento y una apariencia sucia. El nombre de Mother Brain proviene del apodo que se le dio al presidente de Nintendo Hiroshi Yamauchi.

## Apariciones

### En videojuegos
Mother Brain apareció por primera vez en el videojuego de NES, Metroid, y nuevamente en el tercer título de Metroid, Super Metroid . Volvería a aparecer en el videojuego Game Boy Advance Metroid: Zero Mission, una nueva versión del NES Metroid, que explica lo que sucede después de la derrota de Mother Brain. La zona donde Mother Brain se aloja en los juegos "Metroid" y "Metroid Zero Mission" se conoce con el nombre de Tourian. El videojuego de Wii Metroid Prime 3: Corruption reveló que la Federación Galáctica había construido supercomputadoras biomecánicas llamadas Auroras, y que había planes para un "Future Aurora Complex", que parece ser el cerebro de la madre representado en Super Metroid. En Metroid: Other M, la escena de Mother Brain destruyendo al bebé Metroid se recrea en una escena. Además, el antagonista principal de Other M, es un androide parcialmente construido a partir del ADN de Mother Brain, de ahí que se comparte sus iniciales con su matriz humana, Madeline Bergman.
Mother Brain hace cameos en varios videojuegos, incluido WarioWare, Inc.: Minigame Mania, Super Smash Bros. Brawl, Tetris DS, [cita requerida]  , Super Smash Bros. para Nintendo 3DS y Wii U y Super Smash Bros. Ultimate.

### En otros medios
Mother Brain hace múltiples apariciones en otros medios, sobre todo en el programa de televisión Captain N: The Game Master, donde sirve como el principal antagonista de los protagonistas. Ella tiene tres secuaces bajo su mando: ¡ Rey Hippo del Punch-Out! serie, Dr. Wily de la serie Mega Man y Eggplant Wizard de la serie Kid Icarus . En el programa, Levi Stubbs de The Four Tops le dio la voz. Esta representación de Mother Brain aparece en otros medios, incluido el Nintendo Comics System y los cómics del Capitán N. El personaje también aparece en otros cómics, incluido un manga basado en Metroid: Zero Mission, así como un cómic de Nintendo Power basado en Super Metroid.[cita requerida]
Existen personajes jefes con nombres similares pero no relacionados también aparecen en los juegos Blaster Master, Phantasy Star II y Chrono Trigger.

## Recepción
Desde su aparición en el Metroid original, Mother Brain ha recibido una recepción principalmente positiva. Se clasificó como la novena mejor villana de videojuegos de IGN, afirmando que ganaría un feo concurso "sin dudas". Se le otorgó el séptimo lugar en una encuesta de lectores realizada por GameSpot . Ella hizo la lista de las 25 peleas de jefes más rudas de 1UP.com, y los autores la calificaron como una de las batallas climáticas más emotivas en la historia de los videojuegos. El personal de GameSpy incluyó a Mother Brain como uno de sus jefes favoritos; Ryan Scott lo elogió específicamente como una de las batallas más "asombrosas" en la historia de los videojuegos. El desarrollador Ron Alpert describió a Mother Brain como icónico. Una breve mención de ella se hace en un artículo escrito por IGN sobre el compañero antagonista de Metroid Ridley, comentando que él es el verdadero antagonista de la serie. Mientras discutía la posibilidad de Mother Brain como personaje en Super Smash Bros. Brawl, el editor de IGN, Lucas M. Thomas, comenta que si bien no sería un buen personaje jugable, podría ser parte de un nivel de calidad. Cracked la nombró uno de los mejores villanos de Nintendo, bromeando que era la " Osama Bin Laden del espacio", debido a que se escondió en una guarida subterránea dando órdenes a fanáticos peligrosos. También se burlaron de su representación en el Capitán N, comentando que "por falta de comedia real, le dieron la voz de una mujer negra descarada, que era un sustituto aceptable en ese momento".
Los editores de Boston Phoenix, Ryan Stewart y Mitch Krpata, nombraron a Mother Brain como el cuarto jefe más grande en la historia de los videojuegos, afirmando que aunque tuvo papeles triunfantes en Metroid y el Capitán N, no entró en juego hasta Super Metroid . Citaron la calidad general del final de por qué ella era tan notable en este papel. GameDaily enumeró a Mother Brain como la 12a mejor mente maestra malvada en los videojuegos. El editor de GamesRadar, David Houghton, enumeró a Mother Brain como la madre más horrible de un juego, y la describió como una "mierda en un palo atascado en la parte superior de un pollo muerto hace mucho tiempo". Al explicar por qué Metroid estaba entre los mejores juegos, el editor de GameSpot, Avery Score, citó las batallas con Mother Brain y Kraid, describiendo las batallas como épicas. El compañero editor de GameSpot, Giancarlo Varanini, describió a Mother Brain como "apropiadamente desagradable". GamePro enumeró a Mother Brain como el sexto villano de videojuegos más diabólico, describiendo la batalla con ella como uno de los asaltos más notorios y épicos en la historia de los videojuegos. UGO.com enumeró a Mother Brain como una de las finalistas de "Miss Entertainment", comentando que ha disminuido tristemente en sus intentos de frustrar a Samus, aunque esperan que regrese. Mother Brain también aparece en el villano de juegos más grande de todos los tiempos de GameSpot. En 2011, Complex la ubicó en el sexto lugar en la lista de "villanos más diabólicos de videojuegos".